# Cosmochthonius spinosus
Cosmochthonius spinosus är en kvalsterart som beskrevs av Gil-Martín, Subías och Candelas 1991. Cosmochthonius spinosus ingår i släktet Cosmochthonius och familjen Cosmochthoniidae. Inga underarter finns listade i Catalogue of Life.